# خلیل عربجی
خلیل عربجی (انگلیسی: Khalil Arbaji؛ زادهٔ ۱۷ اوت ۱۹۴۷) تیرانداز اهل سوریه است. وی در بازی‌های المپیک تابستانی ۱۹۸۰ شرکت کرده‌است.